# Джорджтаун (округ Квітмен, Джорджія)
Джорджтаун (англ. Georgetown) — місто (англ. city) в США, в окрузі Квітмен штату Джорджія. Населення — 2235 осіб (2020).

## Географія
Джорджтаун розташований за координатами 31°51′41″ пн. ш. 85°0′34″ зх. д. / 31.86139° пн. ш. 85.00944° зх. д. (31.861487, -85.009317).  За даними Бюро перепису населення США в 2010 році місто мало площу 415,86 км², з яких 391,70 км² — суходіл та 24,16 км² — водойми.

## Демографія
Згідно з переписом 2010 року, у селищі мешкало 2513 осіб у 1053 домогосподарствах у складі 689 родин. Густота населення становила 6 осіб/км².  Було 2047 помешкань (5/км²).
Расовий склад населення:
| - 51,3 % — білих - 47,9 % — чорних або афроамериканців - 0,2 % — корінних американців - 0,1 % — азіатів |

До двох чи більше рас належало 0,4 %. Частка іспаномовних становила 1,4 % від усіх жителів.
За віковим діапазоном населення розподілялося таким чином: 20,5 % — особи молодші 18 років, 57,5 % — особи у віці 18—64 років, 22,0 % — особи у віці 65 років та старші. Медіана віку мешканця становила 46,4 року. На 100 осіб жіночої статі у селищі припадало 91,4 чоловіків;  на 100 жінок у віці від 18 років та старших — 91,3 чоловіків також старших 18 років.
Середній дохід на одне домашнє господарство  становив 37 526 доларів США (медіана — 31 487), а середній дохід на одну сім'ю — 43 874 долари (медіана — 36 563). За межею бідності перебувало 24,0 % осіб, у тому числі 44,3 % дітей у віці до 18 років та 17,7 % осіб у віці 65 років та старших.
Цивільне працевлаштоване населення становило 753 особи. Основні галузі зайнятості: роздрібна торгівля — 23,0 %, виробництво — 20,3 %, освіта, охорона здоров'я та соціальна допомога — 12,6 %, публічна адміністрація — 10,9 %.